# Lysogène
 (octobre 2018).
Si vous disposez d'ouvrages ou d'articles de référence ou si vous connaissez des sites web de qualité traitant du thème abordé ici, merci de compléter l'article en donnant les références utiles à sa vérifiabilité et en les liant à la section « Notes et références ».
Dans le domaine de la génétique, une souche bactérienne, ou une bactérie est dite « lysogène » si son génome inclut un génome viral.
 (la souche est dite  « multilysogène » si elle en contient plusieurs).
Ce caractère peut expliquer certaines caractéristiques pathogènes de certaines souches, par exemple de Pseudomonas.